# 午後のワイド劇場
『午後のワイド劇場』（ごごのわいどげきじょう）とは、東日本放送にて1996年4月1日より放送されている平日午後のドラマ再放送枠である。

## 概要
本番組は『パワーワイド』終了及び『ワイド!スクランブル』開始に伴い設置された。内容は土曜ワイド劇場、日曜ワイド、日曜プライムの再放送だけに留まらず月曜ミステリー劇場（TBS）、火曜サスペンス劇場（日本テレビ）、金曜エンタテイメント（フジテレビ）、女と愛とミステリー・水曜ミステリー9／BSミステリー・水曜エンタ・月曜プレミア8（テレビ東京）の過去に放送された作品を番組販売で放送している。このため、khbは民放5系列の番組が全て放送されたことのある宮城県唯一の局になっている。
この他に夏期には劇場版ポケットモンスターを『午後のワイド劇場』の枠で放送する（午後のワイド劇場のタイトルは外れるが同じ枠である。）。
祝日はジャパネットたかたテレビショッピング、khbスーパーベースボール、ベガルタ仙台ホームゲーム、ミュージックステーションウルトラFESなどの特別番組放送のため休止になることがある。また7月に高校野球宮城県大会の準決勝、決勝の中継のため休止となる。2022年8月22日は第104回全国高等学校野球選手権大会、2023年8月23日は第105回全国高等学校野球選手権大会でそれぞれ仙台育英高校が決勝進出したため、予定を変更してABCテレビで放送の決勝戦を急遽生中継した。
また平日に楽天イーグルスがデーゲームがあるため、khbスーパーベースボール中継で休止の場合がある。
2014年4月より徹子の部屋と上沼恵美子のおしゃべりクッキングが12時台に移動したのに伴い、13時台スタートとなり、1時間ドラマと2時間ドラマの再放送2本立てとなった。2014年7月に金曜8時のドラマ（テレビ東京）・マルホの女〜保険犯罪調査員〜を集中放送した（三匹のおっさんは仙台放送で放送）。
2014年10月よりワイド!スクランブルが延長になったのに伴い、再び14時台スタートとなった。10月には金曜8時のドラマ・ラスト・ドクター〜監察医アキタの検死報告〜が放送された。
2019年1月より夕方LIVE!キニナルの放送終了に伴い、放送終了時刻が15時53分となった。なお、15時53分から16時50分までは、再び1時間の再放送ドラマ枠になった。
2019年4月よりチャージ!放送開始に伴い、放送終了時間が15:48に変更。2020年4月からは15:38に変更した。

## 放送時間
2020年4月現在
- 月曜 - 金曜 13:45 - 15:38

## 関連番組
- ティータイムドラマ（東北放送）
- ドラマどきっ!（東北放送）
- ごごドラ（仙台放送）
- イッキ見!!テレビ!（仙台放送）